# WISY
WISY ist die Abkürzung für das Open-Source-„Weiterbildungs-Informations-System“. Mit WISY startete der Betrieb der ersten Personal-Computer-gestützten Weiterbildungsdatenbank der Bundesrepublik im August 1987 auf der Messe „Du und Deine Welt“ in Hamburg. Betreiber der Weiterbildungsdatenbank WISY war der Verein „Weiterbildungsinformation Hamburg e.V.“ im Auftrag der Hamburger Schulbehörde. Die Erstentwicklung leistete eine Projektgruppe an der Fachhochschule Hamburg im Auftrag der Behörde für Wissenschaft und Forschung.
Ein wesentliches Merkmal von WISY ist die den Vergleich förderliche Präsentation von Kursangeboten mit Hilfe entscheidungsrelevanter Kursmerkmale sowie einer Erschließung, die gleichartige, konkurrierende Angebote durch eine Bildungssystematik und Schlagworte zusammenführt.
Vorbild für die WISY-Angebotserschließung war der Weiterbildungskatalog „1001 MAL LERNEN“. Er beinhaltete die nahezu vollständige Übersicht des Hamburger Weiterbildungsangebotes in Form von Kurslisten – gegliedert durch eine Bildungssystematik, die sich an den Deutschen Volkshochschul-Verband (DVV) anlehnte. Das Programm simuliert diesen Katalog mit den Zugriffselementen Inhaltsverzeichnis sowie Schlagwortverzeichnis.

## Geschichte
WISY sollte den Weiterbildungsmarkt transparent machen. Der politische Grund des staatlich angeregten Entwicklungsauftrags lag in der Intransparenz des weitgehend freien und unregulierten Weiterbildungsmarktes einerseits und im Anliegen der verstärkten Beachtung der Weiterbildung mit seinem gesellschaftlichen Problemlösungspotential andererseits. Die Förderung der Weiterbildungsdatenbank WISY erfolgte im Rahmen des Aufbaus neuer politischer Gestaltungselemente, die im Unterschied zu den klassischen Instrumenten nicht primär auf die Subventionierung von Weiterbildung setzen, sondern auf die Verbesserung der Rahmenbedingungen, unter denen Entscheidungen für Weiterbildung getroffen werden. Diese Instrumente lassen sich mit den Begriffen „Information, Beratung, Qualitätssicherung, Teilnehmerschutz“ zusammenfassen.
Online konnten Ratsuchende WISY seit Anfang der 1990er Jahre erreichen – zunächst per Modem und ab 1997 per Internetverbindung. Doch erst ab 2004 erzielte WISY durch das Internet einen deutlich größeren Informationseffekt als der klassische Druckkatalog „1001 MAL LERNEN“ mit einer Auflage von 40.000 Heften.